# Alexis-Pierre Milon
Alexis-Pierre Milon, né en 1784 à Rouen et mort le 3 septembre 1859 à Paris, est un peintre français.

## Biographie
Élève de Jacques-Louis David et de Jean-Victor Bertin, il expose au Salon de 1827 à 1852.
Il épouse Rosalie Sophie Herpin (1786-1865).
Au Salon de Bruxelles de 1830, il expose un cadre contenant neuf portraits, dont celui du chimiste Michel-Eugène Chevreul.
Il meurt à son domicile de la rue de la Harpe, à l'âge de 75 ans. Il est inhumé au cimetière du Montparnasse le 4 septembre 1859.

## Galerie

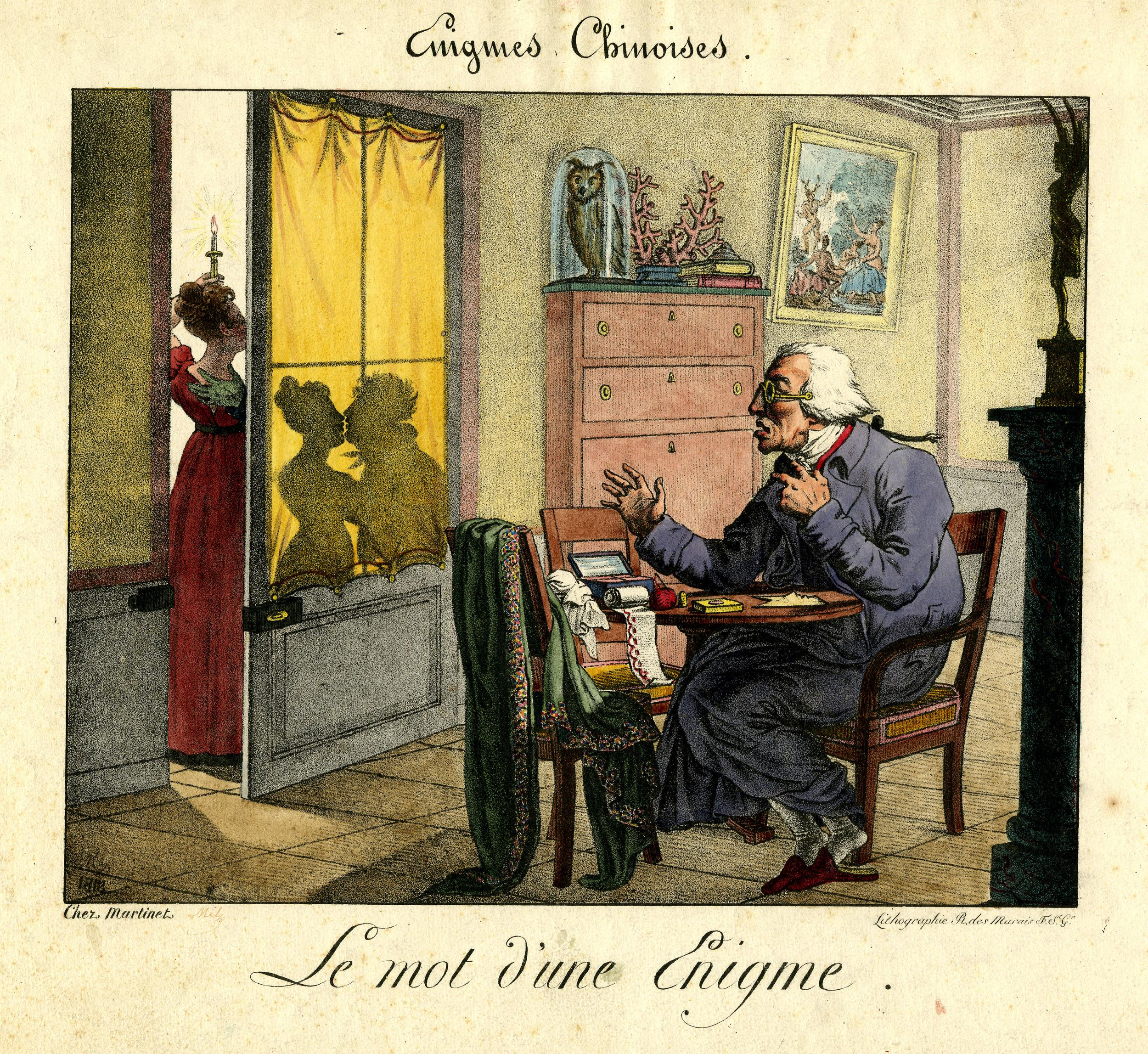
Énigmes chinoises. Le mot d'une énigme
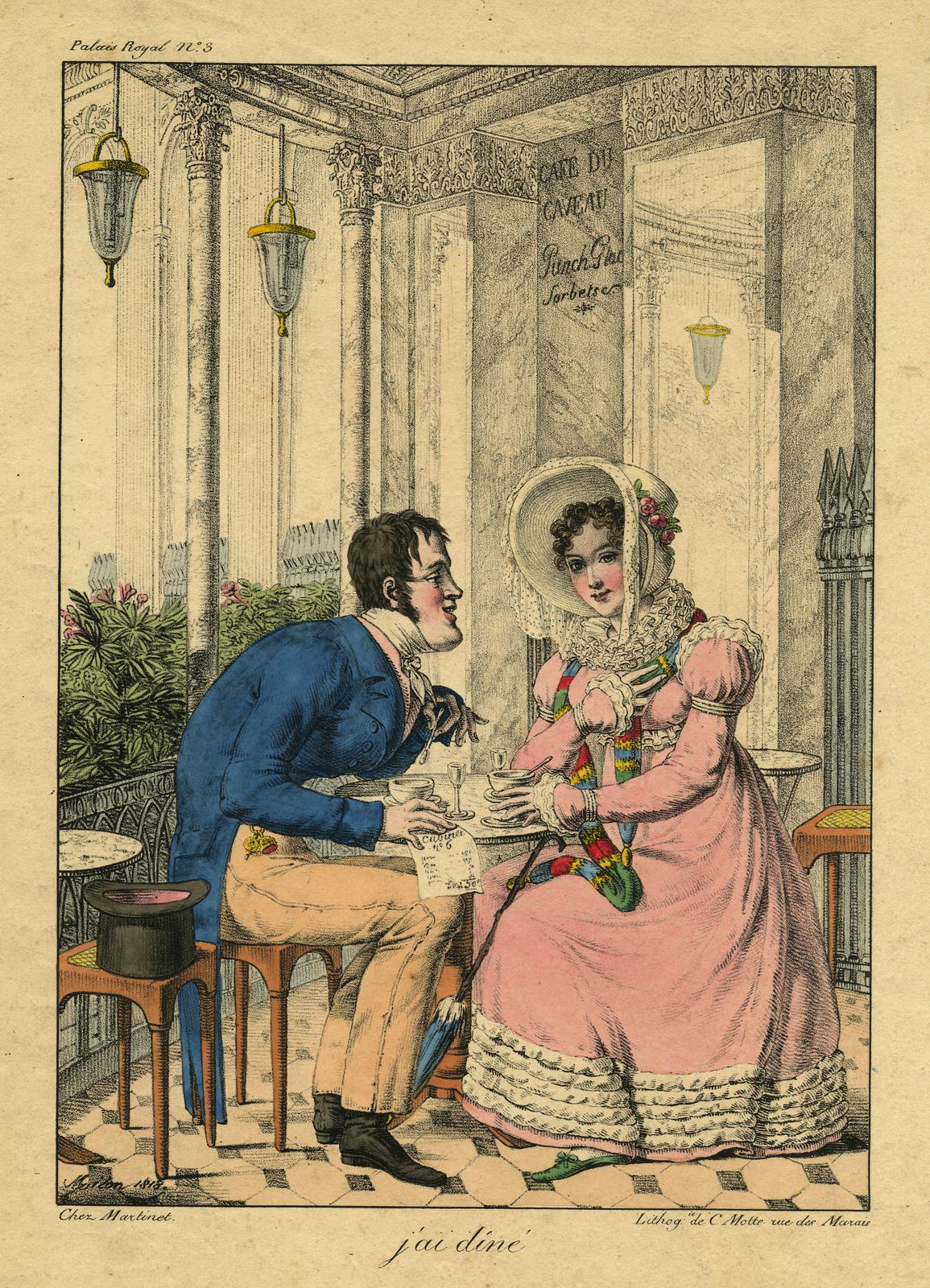
J'ai diné
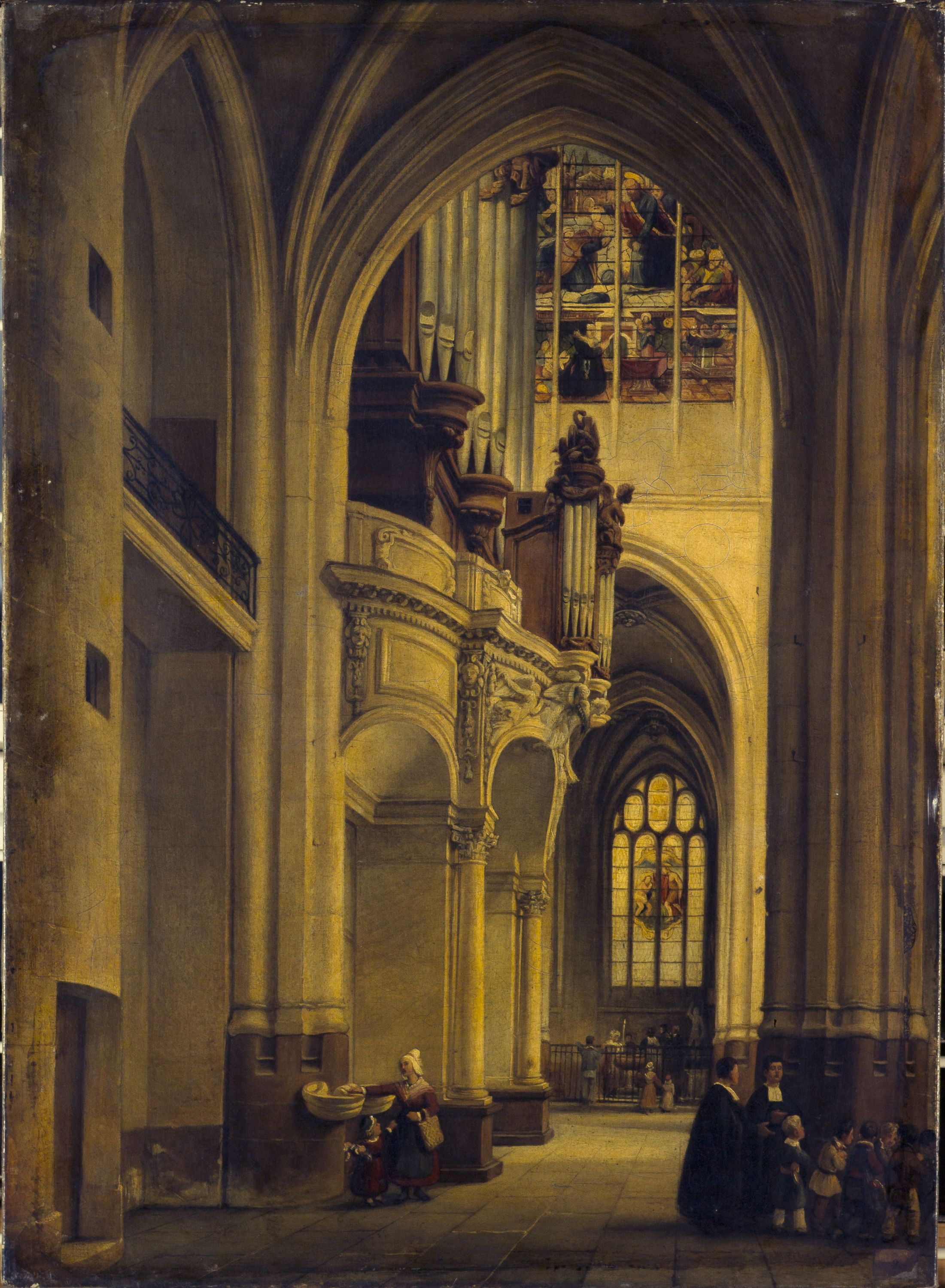
Vue intérieure de l'église Saint-Gervais-Saint-Protais